# Expansionsventil

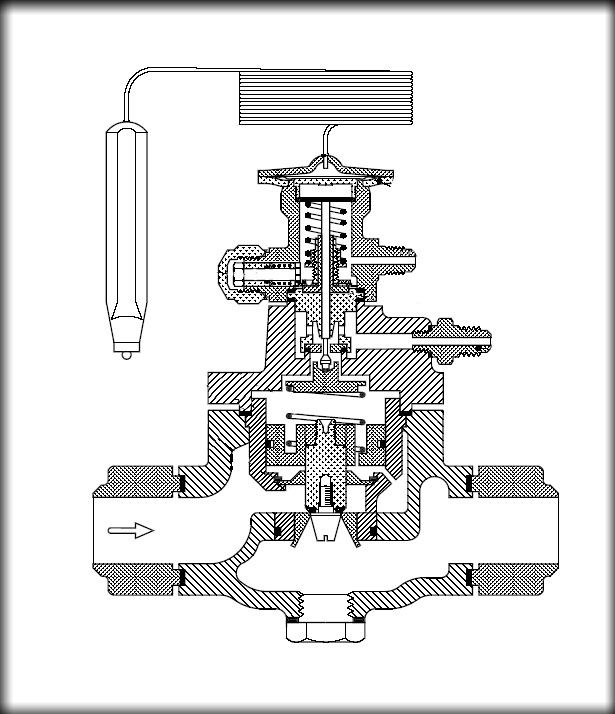
Termostatisk expansionsventil

En expansionsventil är en ventil som reglerar flödet av köldmedium i ett kylsystem.
En termostatisk expansionsventil släpper igenom allt köldmedium vid högsta förångningstemperaturen och lägsta kondenseringstemperaturen samtidigt som den skall ha tillräckligt stor ventilauktoritet för att kunna styra förångningstemperaturen vid lägsta förångning och högsta kondenseringstemperatur.